# Чернейка (приток Узы)
Чернейка — река в России, протекает по Порховскому и Дедовичскому районам Псковской области. Устье реки находится в 76 км от устья Узы по левому берегу. Длина реки составляет 10 км.
На левом берегу Чернейки недалеко от устья стоит деревня Чернея Логовинской волости.

## Данные водного реестра
По данным государственного водного реестра России относится к Балтийскому бассейновому округу, водохозяйственный участок реки — Шелонь, речной подбассейн реки — Волхов. Относится к речному бассейну реки Нева (включая бассейны рек Онежского и Ладожского озера).
Код объекта в государственном водном реестре — 01040200412102000024564.